# Mount Owen (Nowa Zelandia)
Mount Owen – szczyt w północnej części nowozelandzkiej Wyspy Południowej, w regionie Tasman. Mierzy 1875 m n.p.m. i jest najwyższym szczytem Parku Narodowego Kahurangi.
Górę nazwał Julius von Haast na cześć Richarda Owena – brytyjskiego paleontologa.
Na górę prowadzi kilka szlaków. Łatwiejszy dostęp jest od strony północnej, wejście od południa jest bardzo trudne i wymaga dobrej kondycji i doświadczenia.
W marmurowych skałach Mount Owen zachodzą zjawiska krasowe. Wewnątrz góry znajdują się liczne jaskinie, w tym Bulmer Cavern (najdłuższa w Nowej Zelandii o łącznej długości korytarzy około 72 km) oraz Bohemia (11 km – ósma pod względem długości). Jaskinie te należą też do najgłębszych nowozelandzkich jaskiń (odpowiednio trzecie i piąte miejsce).
Na zboczach góry kręcono jedną ze scen filmu Władca Pierścieni: Drużyna Pierścienia – gdy Drużyna Pierścienia (już bez Gandalfa) wydostaje się z Morii.